# Lars Bleker
Lars Bleker (Stadtlohn, 28 juni 1994) is een Duits betaald voetballer die als centrale middenvelder of rechter verdediger speelt. Hij verruilde medio 2017 SC Wiedenbrück voor 1. FC Bocholt.

## Clubcarrière

### Twente
FC Twente nam Bleker in 2009 over van het Duitse Schalke 04. Hij speelde ook voor Jong Heracles Almelo. Sinds het seizoen 2013/14 maakt hij deel uit van de selectie van Jong Twente. Daarvoor speelde hij twee seizoenen bij de A1.
Bleker debuteerde op 30 augustus 2013 voor Jong Twente in de Eerste divisie tegen Jong Ajax. Hij viel na 65 minuten in voor Mustapha Yahaya.
In augustus 2015 tekende hij een contract voor twee seizoenen bij VfL Osnabrück dat uitkomt in de 3. Liga. In januari 2017 ging hij naar SC Wiedenbrück dat uitkomt in de Regionalliga West.

## Statistieken
| Seizoen         | Club            |                    | Competitie      | Competitie | Competitie | Beker | Beker | Internationaal | Internationaal | Totaal | Totaal |
| Seizoen         | Club            | Wed.               | Competitie      | Dlp.       | Wed.       | Dlp.  | Wed.  | Dlp.           | Wed.           | Dlp.   |        |
| --------------- | --------------- | ------------------ | --------------- | ---------- | ---------- | ----- | ----- | -------------- | -------------- | ------ | ------ |
| 2013/14         | Jong Twente     | Vlag van Nederland | Eerste divisie  | 1          | 0          | 0     | 0     | -              | -              | 1      | 0      |
| Club totaal     | Club totaal     | Club totaal        | Club totaal     | 1          | 0          | 0     | 0     | 0              | 0              | 1      | 0      |
| Carrière totaal | Carrière totaal | Carrière totaal    | Carrière totaal | 1          | 0          | 0     | 0     | 0              | 0              | 1      | 0      |

Bijgewerkt t/m 11 september 2013